# Call of Duty: Black Ops
Call of Duty: Black Ops este un joc video FPS creat de Treyarch și publicat de Activision. A fost lansat în toată lumea pe 8 noiembrie 2010 pentru Windows, Playstation 3, Xbox 360 și Wii, un joc separat a fost lansat pentru Nintendo DS creat n-Space. Este al cincilea joc plasat în Al doilea război mondial.
Jocul s-a vândut în peste 5 milioane de copii în doar 24 de ore.

## Povestea
La 25 februarie 1968, Alex Mason SAD operativ este legat de un scaun într-o cameră de interogare, bombardat cu întrebări de către răpitorii nevăzuți despre amplasarea unei stații de numere. Mason reamintește apoi de mai multe evenimente, ca o încercare de a răspunde la întrebările lor.
In anul 1961, Mason, Woods și Bowman să ia parte la Operațiunea 40 de asasinare a lui Fidel Castro în Cuba, în timpul Golful Porcilor invazie. Mason aparent reușește și rămâne în urmă pentru a proteja planul de extracție dintr-o blocadă din sens opus, înainte de a fi capturat de către adevăratul Castro, după ce a împușcat un dublu. Predat generalului Nikita Dragovich să fie ținut captiv la Vorkuta Gulag, Mason se împrietenește deținut și fostul soldat al Armatei Roșii, Viktor Reznov. Reznov relatează Mason identitatea dușmanilor lor: Dragovich, omul lui dreaptă Lev Kravchenko, și fostul nazist om de știință Friedrich Steiner, care a defectat Uniunea Sovietică. In octombrie 1945, Reznov și Dimitri Petrenko au fost trimise pentru a extrage Steiner dintr-o bază nazistă în Arctica. Cu toate acestea, ei au fost trădați de Dragovich care au testat de gaze cu nerv Steiner cunoscut sub numele de "Nova-6" pe Petrenko. Reznov a fost cruțat aceeași soartă atunci când britanic comando, de asemenea, interesat în achiziționarea Nova-6, au atacat sovieticii. Reznov a distrus Nova-6 și a scăpat, doar pentru a fi capturat de sovietici și trimis la Vorkuta. Sovietele mai târziu recreat Nova-6 cu ajutorul unui om de știință britanic, Daniel Clarke.
După ce a petrecut mai mult de un an în închisoare, Mason și Reznov scânteie o revoltă să fugă gulag, dar numai Mason reușește să scape. În noiembrie 1963, Mason se întâlnește cu președintele John F. Kennedy, care autorizează o misiune de asasinare a lui Dragovich; Mason prevede pe scurt cu scopul unui pistol de la Kennedy. Mason, Woods, Bowman, și Weaver sunt expediate la cosmodromul Baikonur pentru a perturba programul spațial sovietic și a elimina membrii "Ascension", un program sovietic a da sanctuar pentru oamenii de știință naziști în schimbul cunoștințele lor. Echipa a distruge nave spațiale Soyuz, în timp ce Woods ucide aparent Dragovich într-o explozie de mașină cu un BTR rechiziționat.
În ianuarie 1968 echipa lui Mason este trimis în Vietnam. Dupa ce apărarea Khe Sanh, își revin un dosar privind Dragovich dintr-un dezertor rus în Hue City, in timpul ofensivei Tet. Dezertorul se dovedește a fi nimeni altul decât Reznov, care nu li se alătură ca pătrund Laos pentru a recupera un transport Nova-6 dintr-un avion sovietic doborât. Ele sunt capturate de infiltrați Viet Cong și Spetznaz la locul accidentului. Bowman este executat, dar Woods si Mason deturneze un tip Mi-24 Hind în confuzie și de evacuare, se deplasează pe pentru a salva Reznov de la baza lui Kravcenko. Ele se confruntă Kravchenko și Woods l injunghie, dar Kravchenko trage pinii de pe patru grenade legat de el însuși, forțând Woods să se sacrifice prin împingerea atât el însuși și Kravchenko dintr-o fereastră. Într-o explozie uriașă, Mason presupune doi morți.
Între timp, Hudson și Weaver interoghează Clarke în Kowloon City. Clarke dezvăluie locația unei instalații ascunse în muntele Yamantau, înainte de a fi ucis de oamenii lui Dragovich. Hudson și Weaver muta pentru a distruge instalația și de a primi o transmisie de la Steiner care solicită să se întâlnească la Rebirth Island, așa cum Dragovich a început uciderea capete libere. Mason si Reznov cap acolo să-l asasineze Steiner, în același timp, reușind la fel ca și Hudson și Weaver sosesc. Mason este convins că Reznov executat Steiner, dar Hudson a asistat Mason efectuarea actului singur.
Hudson și Weaver sunt descoperite a fi interogatoare Mason. Dragovich are celule de dormit comuniste amplasate peste tot în Statele Unite ale Americii, care, atunci când comandate de numerele de difuzare, va elibera gazul Nova-6. Ca rezultat, SUA se pregătește un atac nuclear preventiv asupra Uniunii Sovietice, ceea ce ar avea ca rezultat inevitabil distrugerea reciprocă asigurată al treilea război mondial. Hudson nevoie de Steiner pentru a abandona lansarea de gaz, dar după moartea sa, numai Mason are cunoștință despre stația de numere. Hudson arata ca Dragovich spalati pe creier Mason să înțeleagă numerele emisiunile și asasinare a lui Kennedy, făcându-l în mod eficient un agent de dormit sovietic. Adevăratul Reznov nu a scăpat, dar a murit în timpul încercării Breakout Vorkuta, iar dezertorul sovietic în Hue a fost de fapt ucis înainte Mason a ajuns la el. viziuni ale Reznov Mason sunt rezultatul unei tulburări disociative cauzate de programul de spălare a creierului traumatic. Inainte de revolta Vorkuta, Reznov a reprogramat în secret Mason să-l asasineze Dragovich, Kravchenko, și Steiner în schimb. Mason își amintește în cele din urmă locația stației de emisie: o navă de marfă rusesc numit Rusalca în largul coastelor Cubei. Un asalt asupra Rusalka începe, cu Mason și Hudson de infiltrare baza de submarine subacvatice de protecție a navei. Hudson solicită, în marina Statelor Unite pentru a distruge Rusalka. Mason si Hudson se confrunta în cele din urmă Dragovich în nivelurile inferioare ale instalației și Mason strangles și l îneacă la moarte înainte de a scăpa cu Hudson. Ei se regrupa cu Weaver, care declară victoria.
Imagini de arhiva președintelui Kennedy Prior la asasinarea sa este arătat, dezvăluind Mason a fost în mulțimea de spectatori care au urmărit Kennedy debarce de la Air Force One Love Field, sugerând implicit că Mason poate fi efectuat programarea inițială. Un mesaj ascuns, care poate fi accesat în meniul principal al jocului relevă faptul că Woods a supraviețuit confruntării cu Kravchenko și este în prezent încarcerat în Hanoi Hilton.